# Мурин, Игор
Игор Мурин (словац. Igor Murín; род. 1 марта 1973 года, Тренчин, Чехословакия) — словацкий хоккеист, вратарь.

## Карьера
Воспитанник хоккейной школы «Дукла» (Тренчин). Выступал за «Дукла» (Тренчин), «Металлург» (Магнитогорск), ХК «Злин», ХК «Зволен», МсХК «Жилина».
В составе национальной сборной Словакии провел 22 матча; участник чемпионатов мира 1996 и 1999. В составе молодежной сборной Чехословакии, участник чемпионатов мира 1992 и 1993.

## Достижения
- Чемпион Чехословакии (1992)
- Чемпион Словакии (1994, 1997)
- Чемпион Чехии (2004).